# Sonderfahndungsliste G.B.
Černá kniha bylo poválečné jméno pro Sonderfahndungsliste G.B. ('Speciální pátrací seznam V.B.'), seznam prominentních Britů, kteří by byli zatčeni nacistickým Německem v případě úspěšného vniknutí do Británie ve druhé světové válce. Seznam byl produktem SS Einsatzgruppen. Byl sestaven Walterem Schellenbergem. Obsahoval 2 820 jmen britských občanů a evropských vyhnanců žijících v Británii. Ti by byli ihned zatčeni, pokud by byla operace Seelöwe úspěšná. 
Seznam byl připojen k 'Informationsheft GB', což byla příručka o 144 stranách obsahující informace o důležitých aspektech anglické společnosti zahrnující instituce jako vyslanectví, univerzity, zpravodajské agentury a zednářské lóže. Velkou část informací poskytl špión britských zpravodajských služeb Dick Ellis.

## Charakteristika
Původní příručka nebo 'Informationsheft GB'  pojednávala o zeměpise, hospodářství, politickém systému, vládě, právním systému, správě, armádě, vzdělávacím systému, důležitých muzeích, tisku a rozhlase, náboženství, politických stranách, imigrantech, Židech, policii a tajných službách. „Černá kniha“ v té podobě, jak je známa z bulvárního tisku, byla pozdějším doplňkem a obsahovala 104 stran jmen v abecedním pořádku. „Fahndungsliste” se překládá jako „seznam žádaných“,  „Sonderfahndungsliste” jako „seznam speciálně žádaných“ nebo „seznam nejvíce žádaných“. 
Vedle každého jména bylo číslo RSHA (Hlavní říšský bezpečnostní úřad), kterému měl být člověk předán. Churchill měl být umístěn do vazby Amt VI (Zahraniční výzvědná služba), ale velká část lidí uvedená v Černé knize by byla dána do vazby Amt IV (gestapo). Kniha měla několik významných chyb. Byly v ní uvedené osoby, které už zemřely (Sigmund Freud) nebo se vystěhovaly (Paul Robeson). Někteří byli vynecháni (např.George Bernard Shaw, jeden z několika anglických spisovatelů jehož práce byly publikovány v nacistickém Německu).
Bylo vyrobeno 20 000 knih, ale v bombovém útoku byl zničen sklad, ve kterém byly uloženy. Zachovaly se jen dva originály (jeden v Imperial War Museum v Londýně). Když se Rebecca Westová dozvěděla o seznamu, poslala prý telegram Noëlu Cowardovi, kde psala „Proboha – lidé, se kterými bychom měli být viděni mrtvi“.
Seznam byl podobný dřívějším soupisům připraveným SS jako Speciální kniha stíhání – Polsko (Sonderfahndungsbuch Polen). Byl to Říšský soupis nepřátel připravený před válkou členy  německé páté kolony v kooperaci s Německou inteligencí. 61 tisíc lidí v seznamu bylo cílem Einsatzgruppen během Operace Tannenberg a Intelligenzaktion - akce eliminující polské vzdělance a vyšší společenskou vrstvu v okupovaném Polsku mezi roky 1939–1941.

## Významní lidé
- Edvard Beneš, prezident Československa; v exilu [4]
- Neville Chamberlain, bývalý premiér[4]
- Winston Churchill, premiér [4]
- Sigmund Freud, zakladatel psychoanalýzy[4]
- Jan Masaryk, ministr zahraničí Československa; v exilu[4]
- Virginia Woolfová, novelistka a esejistka [4]